# Akeko
Akeko (あけこ) est un prénom japonais féminin.

## En kanji
Ce prénom peut s'écrire :
- 朱子 : vermillon et enfant.
- 曙子 : crépuscule et enfant.
- 明子 : brillant et enfant
- 晏気子 : calme, air/esprit et enfant

## Personnes célèbres
- Akeko Yokoyama, coproductrice de l'anime Durarara!!, d'après la série de romans du même nom.